# Ponte Saratovskij
Il ponte di Saratov (in russo Сара́товский мост?, Saratovskij Most) è un ponte stradale che attraversa il fiume Volga collegando la città di Saratov sulla sponda destra del fiume con la città di Ėngel's in sponda sinistra. Al momento della sua inaugurazione nel 1965 era il ponte più lungo dell'Unione Sovietica.

## Storia
Il ponte è stato inaugurato il 10 luglio 1965, dopo 6 anni di lavoro. Durante la costruzione fu girato un film dal titolo Строится мост (traslitterato Stroitsja most, traducibile come Ponte in costruzione), a cui hanno preso parte diversi attori del teatro Sovremennik di Mosca e abitanti della città di Saratov. Il film vide il debutto alla regia di Oleg Nikolaevič Efremov, che nel film ha anche la parte di un corrispondente inviato da Mosca a Saratov per seguire i lavori di costruzione.
Nel 2009 Počta Rossii, l'azienda postale della Federazione russa, ha emesso un francobollo dedicato alla regione di Saratov raffigurante il ponte. Nel 2014 ha avuto luogo un importante lavoro di ristrutturazione, che ha comportato per alcuni mesi la chiusura del ponte al traffico automobilistico, ad eccezione degli autobus di linea. 

## Descrizione
Affinché il fiume continuasse ad essere navigabile il segmento di ponte verso Saratov è costituito da cinque grandi arcate in calcestruzzo armato precompresso di 106 - 166 - 166 - 166 - 106 metri di luce, mentre il resto dello struttura è realizzato con una serie travi sempre in cemento armato precompresso di 70,2 metri di lunghezza. Lo schema della campate, partendo da Saratov, è 2 × 20 metri - 70.2 metri - 106 metri - 3 × 166 metri - 106 metri - 28 × 70.2 metri - 20 metri. Complessivamente il ponte raggiunge quindi una lunghezza di 2803,7 metri (2826 metri secondo altre fonti) e al momento della sua apertura era il ponte più lungo dell'Unione Sovietica.
La carreggiata stradale è larga 12 metri e comprende 3 corsie, una per senso di marcia ed una centrale che può essere aperta nell'una o nell'altra direzione a seconda delle esigenze del traffico. Sul lato esterno delle corsie stradali si trovano due marciapiedi pedonali di 1,5 metri di larghezza. I pedoni impiegano anche più di mezzora per attraversare completamente il fiume. Al centro del ponte si trovano alcune scale che permettono ai pedoni di scendere sull'isola Pokrovskiye Peski, situata al centro del fiume, dove si trova una spiaggia municipale.